# Ebusua Dwarfs FC
Der Cape Coast „Mysterious“ Ebusua Dwarfs Football Club, kurz Mysterious Dwarfs (deutsch „geheimnisvolle Zwerge“) oder Ebusua Dwarfs (ebusua, Akan für Familie), ist ein 1939 gegründeter Fußballverein aus der ghanaischen Hafenstadt Cape Coast, der seine Heimspiele im Robert Mensah Sports Stadium austrägt.

## Geschichte
Der Verein nahm im Jahr 1956 an der abgebrochenen Fußballmeisterschaft teil und gehörte zwei Jahre später gemeinsam mit dem Stadtrivalen Venomous Vipers zu den acht Gründungsmitgliedern der Ghana Football League. Fälschlicherweise gelten die Mysterious Dwarfs als ghanaischer Meister des Jahres 1966. Nachdem die Saison als Spätfolge des Putsches abgebrochen worden war, wurde 1967 in einem gesonderten Wettbewerb der ghanaische Teilnehmer am African Cup of Champions Clubs 1968 ermittelt. Diese „Qualifikation“ gewann der Verein durch Münzwurf, nachdem man sich zweimal mit einem 1:1-Unentschieden von Eleven Wise getrennt hatte. Im Pokal der Landesmeister scheiterten die Mysterious Dwarfs in der ersten Runde am nigerianischen Vertreter Stationery Stores (Münzwurf nach 2:3 und 2:1). 1969 konnte sich der Verein durch einen 4:2-Finalsieg über die Mighty Eagles zum einzigen Mal in der Vereinsgeschichte den nationalen Pokalsieg sichern. 1981 erfolgte der erstmalige Abstieg aus der Erstklassigkeit, es folgten Jahrzehnte des „Crabs“ (deutsch „Krabben“) genannten Clubs als Fahrstuhlmannschaft zwischen der ersten und zweiten Liga.
In den Jahren 1993 und 1994 unterlagen die Ebusua Dwarfs den Obuasi Goldfields (0:0 n. V., 2:4 i. E.) respektive Hearts of Oak (1:2). Als nationaler Vizemeister qualifizierte man sich für den CAF Cup 2000 und erreichte dort nach Erfolgen über USFAS Bamako (0:2, 3:0) und Wydad Casablanca (1:2, 2:0) das Viertelfinale, in dem der Verein dem ägyptischen Vertreter Ismaily SC klar unterlag (0:4, 0:2). Im Februar und März 2014 nahmen die Ebusua am CAF Confederation Cup teil; nach dem Erfolg über ASC Diaraf (1:0, 0:0) schieden sie schließlich gegen Atlético Petróleos Luanda (2:0, 0:4) aus. Im Juni 2014 musste der Verein zum wiederholten Mal den Gang in die Zweitklassigkeit antreten, konnte allerdings den direkten Wiederaufstieg feiern, sodass die Mannschaft seit 2016 wieder in der Ghana Premier League aufläuft. Im Juli 2019 ordnete ein High Court in Cape Coast die Auflösung des Ebusua Dwarfs FC an. Hintergrund dessen war eine nicht erfolgte Ablösezahlung für Patrick Villars an den Great Liverpool FC im Jahr 1999. Der Verein legte dagegen Rechtsmittel ein. Diese wurden im Januar 2020 abgelehnt; das Gericht urteilte stattdessen, der Verein solle von der Ghana Football Association (GFA) aus der Premier League ausgeschlossen werden.
Bekannte ehemalige Spieler des Vereins sind Richard Ackon, Patrick Antwi, Foster Bastios, Kim Grant, Charles Kumi Gyamfi, Ohene Kennedy, Ben Koufie, Derrick Mensah, Robert Mensah, Emmanuel Osei Kuffour, George Owu, Rashid Sumaila und Alex Tachie-Mensah.